# Xintan (köpinghuvudort i Kina, Hubei Sheng, lat 30,17, long 113,89)
Xintan (kinesiska: 新滩, 新滩镇) är en köpinghuvudort i Kina. Den ligger i provinsen Hubei, i den centrala delen av landet, omkring 60 kilometer sydväst om provinshuvudstaden Wuhan. Antalet invånare är 35 496. Befolkningen består av 17 347 kvinnor och 18 149 män. Barn under 15 år utgör 11,0 %, vuxna 15-64 år 78 %, och äldre över 65 år 10,0 %.
Runt Xintan är det tätbefolkat, med 356 invånare per kvadratkilometer. Xintan är det största samhället i trakten. Trakten runt Xintan består till största delen av jordbruksmark.
Genomsnittlig årsnederbörd är 1 638 millimeter. Den regnigaste månaden är maj, med i genomsnitt 242 mm nederbörd, och den torraste är december, med 28 mm nederbörd.